# 給伊人的紅玫瑰
"伊人的紅玫瑰" (Red Roses for a Blue Lady) 是1948年的流行歌曲，由席德·泰波(Sid Tepper)與洛伊·班尼特(Roy C. Bennett)所創作。本歌曲曾有許多著名歌手演唱過，其中最暢銷的版本為范恩·門羅(Vaughn Monroe)在1948年12月15日所錄製的。門羅的版本由RCA唱片公司發行，單曲的編號為20-3319，並於49年1月14日登上告示牌排行榜，這也是本歌曲首次進入該排行榜，停留在榜上19個星期，最高排名第四名。 
另一個著名的錄音版本則是蓋依·隆巴多(Guy Lombardo)在1948年12月22日所錄製的版本。單曲由迪卡唱片公司發行，編號為24549。於49年2月14日登上告示牌排行榜，停留13個禮拜，最高排名第十名。
本歌曲在1965年在維克·黛娜(Vic Dana)、韋恩·紐頓（Wayne Newton）與柏特·坎普佛特(Bert Kaempfert)重新詮釋下再度受到歡迎。黛娜的版本最高排名為第十名，坎普佛特則為第十一。